# Новочеркутинская волость
Новочеркутинская во́лость — административно-территориальная единица Усманского уезда Тамбовской губернии с центром в селе Новочеркутино. 

## География
Расположено  в северо-восточной части Усманского уезда. На севере граничила с Липецким уездом, на  юге —  Павловской волостью Усманского уезда,  на востоке — Сафоновской волостью Усманского уезда,  на западе  —  с Пушкинской и Барятинской волостями Усманского уезда.
По состоянию на 1890 год состояла из 7 поселений,  674 крестьянских и 44 прочих дворов.

## История
Волость образована после реформы 1861 года.
Волостное управление на основании Общего положения о крестьянах 1861 года составляли:
1. Волостной сход;
2. Волостной старшина с волостным правлением;
3. Волостной крестьянский суд.

Волостные правления были ликвидированы постановлением Совнаркома РСФСР от 30 декабря 1917 года «Об органах местного самоуправления». Управление волости передавалось волостным съездам советов и волисполкомам.
Постановлением ВЦИК РСФСР от 4 января 1923 г. передана в состав Воронежской губернии.

## Населенные пункты

### Состав волости в конце XIX века

Троицкая церковь села Новочеркутино (не сохранилась)

По данным Усманского земского собрания на 1886 год на территории волости располагались:
села:
- Новочеркутино (Салтыки),
- Александровка (Озерки);

сельца:

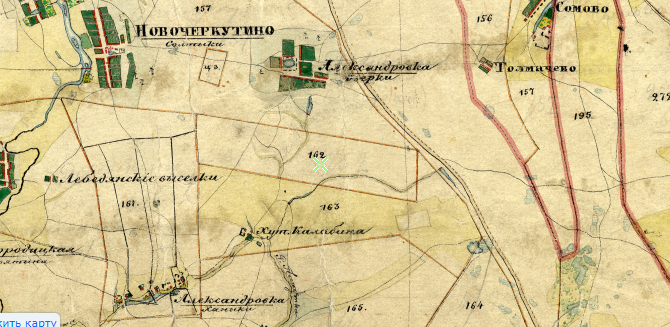
Фрагмент карты Менде. 1862 год

- Славянское (Ханыки) (быв. М. В. Ханыкова),
- Александровское 1 (Ханыки) (быв. Д. В. Ханыкова),
- Александровское 2 (Ханыки) (быв. Е. А. Ханыкова),
- Александровское 3 (Ханыки) (быв. А. В. Ханыкова)[5];

деревни:
- Сергеевка (Толмачи),
- Сомовка;

хутора:
- потомственного дворянина Михаила Михайловича Охотникова,
- дворянина Сергея Петровича Александровского,
- крестьянина Петра Моревича Рулева,
- дворянки Варвары Николаевны Яновой,
- потомственного дворянина Дмитрия Васильевича Ханыкова,
- потомственной дворянки Конкордии Михайловны Барановой,
- крестьянина Игната Алексеевича Воронова,
- потомственной дворянки Надежды Ивановны Красовской (Колабин),
- крестьян Мартина и Павла Федоровича Шаниных,
- потомственного дворянина Константина Михайловича Сомова,
- крестьян Матвея и Григория Свиридовых,
- купца, потомственного почетного гражданина Василия Григорьевича Дерибезовых;

усадьбы:
- потомственного дворянина Михаила Михайловича Охотникова,
- потомственного дворянина Константина Михайловича Сомова;

водяная мельница Петра Моревича Рулева.
В волости были 1 крупорушка, 1 кузница, 22 ветряных мельниц, 5 маслобоек, 1 просорушка, собственниками которых были крестьяне.

### Состав волости в 1914 г.

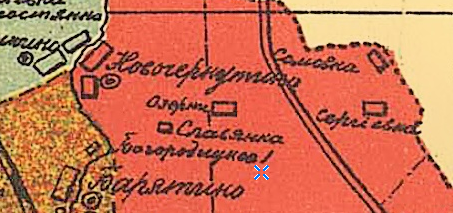
Фрагмент карты Усманского уезда Тамбовской губернии из адрес-календаря 1914 года

- с. Новочеркутино — 2409 жителей. Земская и церковно-приходская школы, аптека, больница, экономия господина Охотникова, Троицкая семидневная ярмарка и ежедневный базар по воскресеньям.
- с. Александровка (Озерки) — 1503 жителя. Церковно-приходская школа, кредитное товарищество и лавка общества потребителей.
- д. Сомовка — 507 жителей.
- д. Сергеевка — 251 жителей.
- д. Славянка (Овчаровка) — 128 жителей.
- д. Александровка 1-я — 69 жителей.
- д. Александровка 2-я — 57 жителей.
- д. Александровка 3-я — 140 жителей[9].

## Население
По состоянию на 1890 год    — 3489 человек  (1771 мужского пола и 1718 — женского).